# كرة القدم في إسبانيا
لعبة كرة القدم هي الرياضة الأكثر انتشارا وشغفا في إسبانيا. وتعتبر هي الرياضة الأكثر تسجيلا للاعبين (يبلغ العدد الاجمالي للمسجلين 874.093 يبلغ عدد الرجال 929.220 وعدد النساء 44.873). ويبلغ عدد الأندية المسجلة (21.649) في الاتحادات الإسبانية وفقا للبيانات الإحصائية للإدارة الرياضية في الحكومة الإسبانية للعام 2014.
في دراسة لعادات سكان إسبانيا في عام 2010 وُجد أن كرة القدم هي أكثر رياضة ترفيهيه يمارسها معظم السكان بنسبة (17.9 %). وقال عدد من الأشخاص بنسبة 75.9% إنهم لم يسبق لهم شراء تذاكر لحضور مباراة لكرة القدم. بالإضافة إلى أن عدد من الأشخاص بنسبة 67.3% قالوا انهم شاهدوا جميع أو معظم أو بعض من مباريات كرة القدم المذاعة تلفزيونيا. وفي دراسة أخرى عام 2014 أوضحت أن ممارسة كرة القدم انخفضت بنسبة 14% بين السكان مقارنة بالألعاب الأخرى مثل الركض وركوب الدراجة والسباحة للترفيه. رغم ذلك بينت هذه الدراسة أن كرة القدم مازالت هي الرياضة التي يهواها معظم الناس في إسبانيا بنسبة (48 %). يعتبر 67% من السكان في إسبانيا مشجعي لكرة القدم وينتمون لأندية معينة. بالإضافة إلى أن ف94.9% قالوا إنهم يشاهدون المباريات متى ما كانت متاحة والتي تنقل مباريات أنديتهم المفضلة، وأن 42% يحملون الأعلام والشعارات أو العلامات الخاصة بأنديتهم المفضلة. وأظهرت الدراسة أن هناك انطباع كبير بأن معظم سكان إسبانيا هم مشجعون {برشلونة} بنسبة (37.9%) (وريال مدريد) بنسبة (25.4%) وباقي الأندية تمتلك القليل من المشجعين في جميع أنحاء البلاد مثل اتلتيكو مدريد بنسبة (6.1 %) واتيتك بلباو بنسبة (3.5%) وريال بيتيس بنسبة (3.2 %).ولقد تم إعداد تقرير أن هناك علاقة بين كرة القدم والسياسة والهوية الوطنية في إسبانيا.
الاتحاد الإسباني لكرة القدم (باللغة الإسبانية:الاتحاد الملكي الإسباني لكرة القدم)وهو اتحاد وطني يدير بطولتين أو مسابقتين بطولة كأس ملك إسبانيا وبطولة كأس السوبر الإسباني والمنتخب الإسباني لكرة القدم. يتكون دوري المحترفين لكرة القدم من 42 نادي لكرة القدم: هو جزء من الاتحاد الإسباني ولكن له استقلاله في تنظيمه ووظيفته. وهو المسؤول عن تنظيم البطولات المحلية لكرة القدم بالتنسيق مع الاتحاد الإسباني لكرة القدم. وقد فاز المنتخب الإسباني بكأس العالم مرة واحدة، وحققا نجاحا بفوزه ببطولة أمم أوروبا لكرة القدم وكذلك ببطولة الألعاب الأولمبية. وكان أكبر نجاح حققه المنتخب الإسباني هو فوزة التاريخي بثلاث بطولات على التوالي بطولة أمم أوروبا لكرة القدم في عام م2008 وبطولة كأس العالم لكرة القدم في عام م2010 وأيضا ببطولة أمم أوروبا لكرة القدم عام 2012 م. فازت منتخبات إسبانيا للرجال لكرة القدم في جميع فئاتها بمجموعة القاب قٌدره 26 لقبا توزعت عل ببطولات الاتحاد الدولي لكرة القدم والاتحاد الأوروبي لكرة القدم وكرة القدم في الألعاب الأولمبية.دوري الدرجة الأولى من دوري المحترفين الإسباني والمعروف بالليغا وهو من أقوى بطولات كرة القدم على المستوى الأوروبي والعالمي. وعلى صعيد الأندية فقد فازت أندية كرة القدم الإسبانية ب 64 بطولة قارية. ويعتبر المنتخب الإسباني لكرة القدم بكل درجاته الأفضل حاليا على مستوى العالم ومن أمثلة البطولات:
دوري أبطال أوروبا وكأس السوبر الأوروبي والدوري الأوروبي (رقم قياسي مشترك مع الفرق الايطالية), وأيضا كانوا الأفضل في كأس المعارض الأوروبية. النمط الكروي الذي وضعه نادي برشلونة الإسباني والمنتخب الإسباني هو تيكي تاكا، والذي يتميز بالاحتفاظ بالكرة معظم أوقات المباريات وذلك بتمرير الكرة من لاعب إلى أخر عن طريق تمرير قصير وسريع محتفظين بالكرة حتى الوصول إلى التمريرة القاتلة لتسجيل الهدف.
احتراف كرة القدم في إسبانيا هو حدث ثقافي يرمز إلى المساهمة في الاقتصاد الإسباني في الطلب والعرض. في عام 2013 حقق احتراف كرة القدم لإسبانيا مبلغ 7.6 مليار جنية إسترليني متضمنة الشروط الاقتصادية وقد أثرت على الدخل الإسباني تأثير مباشر أو غير مباشر بنسبة 0.75% . وبسبب الأزمات الاقتصادية في العام الماضي واجهت الفرق الإسبانية لكرة القدم في الدرجة الأولى والثانية مشاكل اقتصادية لدفع مستحقات البنوك. بالإضافة إلى التحذير الذي تلقته السلطات الإسبانية من الاتحاد الأوروبي عن وقف التمويل للأندية.
يعتبر المنتخب الإسباني لكرة القدم داخل الصالات من أحد أقوى فرق العالم لفوزه 6 مرات ببطولة الاتحاد الأوروبي لكرة الصالات وفوزه مرتين ببطولة كأس العالم لكرة القدم داخل الصالات.

## التاريخ
ظهرت كرة القدم الحديثة في إسبانيا في أواخر القرن التاسع عشر من مجموعة من العمال المهاجرين معظمهم من البريطانيين، والبحارة والطلاب الإسبان القادمين من بريطانيا.أقدم الأندية في إسبانيا هما ريكرياتيفو وإشبيلية. على الرغم من أن نادي خيمناستيك طركونة
تشكل في عام 1886م، ولكنه لم يتشكل كفريق كرة قدم فعلي حتى عام م 1914. وجرت أول مباراة رسمية لكرة القدم في إسبانيا كانت في إشبيلية في 8 مارس 1890 في تابلادا ميدان سباق الخيل وقد لعب فريق إشبيلية مع فريق ريكرياتيفو. كان هناك لاعبين من كل فريق من بريطانيا، وانتهت المباراة لصالح إشبيلية بنتيجة 2-0 , وتعتبر هذه المباراة أول مباراة رسمية في إسبانيا.
كان عمال بناء السفن وعمال المناجم في منطقة إقليم الباسك في مطلع عام م 1890 هم أول من كونوا نادي أتلتيك بيلباو لكرة القدم وكذلك طلاب إقليم الباسك العائدين من بريطانيا نادي أتلتيك بيلباو في عام م1898. هذا التأثير البريطاني انعكس على استخدام أسماء إنجليزية مثل نادي ريكرياتيفو ونادي أتلتيك بيلباو.
في كالتالونيا والتي كان بها معظم النهضة الصناعية في إسبانيا كان هناك مستعمرة بريطانية هامة. ولعبت أول ى المباريات بين البريطانيين والأشخاص الكتالونين الذين كانوا قد درسوا في المملكة المتحدة في عام 1882 في برشلونة. رغم أن نادي بالاموس لكرة القدم كان أول فريق تم تسجيله (كوستابرافا، شمال كاتالونيا) في عام 1898 م.أسس السويسري هانزغامبر نادي برشلونة في 29 نوفمبر في عام 1899م. وتأسست النوادي الأخرى في عام 1900 مثل نادي سانت أندرو ونادي هسبانيا ونادي وريا لسوسيداد الإسباني لكرة القدم (وبعد عام تغير الاسم إلى إسبانيول).
الاتحاد الكاتالوني لكرة القدم هو المسؤول عن إدارة الكرة في كاتالونيا ويعتبر أول اتحاد لكرة القدم في إسبانيا. وتأسس الاتحاد في 11 نوفمبر في عام 1900 م باسم اتحاد كرة القدم في كاتالونيا. وهو الاتحاد الذي نظم بطولة كاتالونيا لكرة القدم وتعتبر أول مسابقة لكرة القدم في إسبانيا.
وفي مدريد كانت أول الألعاب المروج لها من مركز التعليم المجاني وهو مركز ثقافي تعليمي. تأسس نادي السكاي لكرة القدم في عام 1897 م ويعتبر أول نادي في مدريد، ولكن انقسم هذا النادي إلى ناديين منفصلين في عام 1890 م ومن ثم إلى عدة أندية أخرى ظهرت في مدريد ومن أكثرها شهرة نادي ريال مدريد لكرة القدم والذي أنشائه الإخوان جون وكارلوس بادروس في عام 1902 م.
وتأسست بطولة كأس الملك الإسباني في عام 1903 م بعد سنة واحدة من البطولة السابقة والتي كان أسمها كأس التتويج. وكانت البطولة الوطنية في إسبانيا من عام 1903 حتى بدأ الدوري الإسباني عام 1928 م.
تأسس الاتحاد الإسباني لكرة القدم عام 1909 م ولكن كان هناك تناقضات بين أعضاء الأندية بعد عام من التأسيس. وكونت أندية أخرى اتحاد يطلق عليه الاتحاد الإسباني الملكي لكرة القدم. وتوصل الاتحادان أخيرا إلى اتفاقية وتأسس الاتحاد الإسباني عام 1913 م وهذه الاتفاقية سمحت له بالانضمام إلى الاتحاد الدولي لكرة القدم. كان أتلتيك بيلباو النادي المسيطر في إسبانيا في هذه السنوات وبعدها بدأ بظهور عدد من اللاعبين مثل باولينوألكانتارا وبيتشيتشي.
شُكل المنتخب الاسباني لكرة القدم في عام 1920م بسبب النزاع في دورة الألعاب الاولمبية في أنتويرب. وكان نجاح المنتخب الاسباني في دورة الألعاب الاولمبية مهم حيث حقق الميدالية الفضية وكان له أثر كبير في تطور كرة القدم والشعبية الاجتماعية في إسبانيا.وبدا الاهتمام بكرة القدم ينمو بين الناس بحضورهم إلى الملاعب وكذلك بانتشار معلومات كروية في الصحف، وكانت كرة القدم تستخدم كعامل من عوامل الهيبة الوطنية والدعاية السياسية.
وبعد الانتصار في الأولمبياد، أصبحت كرة القدم في إسبانيا الأكثر انتشارا بين المشجعين الإسبان. وزاد عدد حضور المشجعين إلى الملاعب وكثرت مطالب اللاعبين للاحتراف الخارجي. وتحولت كرة القدم الإسبانية إلى الاحترافية في عام 1925 م. وعقدت اتفاقية بين عدة أندية في 23 نوفمبر من عام 1928 م حيت رسميا شُكل قسم خاص للمنتخب الإسباني لكرة القدم وبدا الدوري الإسباني في عام 1929 م.
وكانت الحرب الأهلية في إسبانيا عام (1936 -1939) السبب في توقف المسابقات المحلية. وعلى رغم من تعليق الاتحاد الإسباني إلا أن نادي الكتلان ونادي بلنسية تابعوا منافستهما في اتحاد البحر الأبيض المتوسط في أوائل عام 1937 م. وبعد ذلك انتقل نادي برشلونة إلى المكسيك ومن ثم إلى أمريكا يرفعون الدعم لجمهورية إسبانيا.
وعاد الدوري والكأس الإسباني مرة أخرى 1939-1940 بعد التوقف بسبب الحرب الأهلية. وبدأ نظام حكم فرانكو وهو النظام السياسي الفاشي، باستخدام كرة القدم كأداة للدعاية للنظام الجديد.

## مسابقات كرة القدم
في الفترة الحالية أهم المسابقات والتي تتنافس عليها الأندية في إسبانيا هي الدوري الإسباني لكرة القدم وكأس الملك الإسباني وكأس السوبر الإسباني ومع ذلك هناك كؤوس أخرى يجعلونها الأندية أهداف لتحقيقها في مختلف المستويات.

## بطولة الدوري الإسباني (الليغا)
يعتبر الفاروتريخو مدير نادي ديغيتكسو أول من اقترح فكرة إقامة دوري لكرة القدم الإسبانية في أبريل عام 1927. ووافق الاتحاد الاسباني على هذه الفكرة ورشح عشرة أندية الذين شكلوا الدوري الإسباني للدرجة الأولى لأول مرة عام 1928.وفاز نادي برشلونة ببطولة الدوري الإسباني في موسمها الأول. وهنا كثلاث أندية فقط لم تنزل من على الدوري الإسباني لكرة القدم للدرجة الأولى وهم : ريال مدريد وبرشلونة وأتلتيك بيلباو. وكان متوسط الحضور للملاعب ما يقارب 21.000 مشجع في موسم 2014 -2015. وكان أقل حضور للملاعب يقدر ب 4780 مشجع ويقدر أكثر حضور جماهيري للملاعب الإسبانية ب 77.632 مشجع.
وفي تاريخ الليغا 93 (علقت مباريات الدوري الإسباني 3 مواسم بسبب الحرب الأهلية). فاز نادي ريال مدريد وبرشلونة بمجموعة القاب قدرت ب 63 لقب. وكانا من أقوى الأندية المنافسة لبطولة الدوري الإسباني وسميت مبارياتهما بالكلاسيكو، وتعتبر الكلاسيكو بين ريال مدريد وبرشلونة واحدة من أهم الأحداث الرياضية التي يشاهدها العالم. وحقق هذه البطولة 9 أندية وهم: ريال مدريد 36 لقب وبرشلونة 27 لقب وأتلتيكو مدريد 11 لقب واتليتك بيلباو 8 القاب وفالنسيا 6 القاب وريال سوسيداد لقبين وحقق كل من إشبيلية وديبورتيفو لاكورونيا وريال بيتيس لقب واحد لكل منهما.

## كأس الملك الإسباني
أقترح رئيس ريال مدريد السابق كارلوس بادروس في عام 1902 إقامة بطولة لكرة القدم للاحتفال بملك إسبانيا الثالث عشر ألفونسو. انضمت أربع أندية وهم برشلونة وإسبانيول وأتلتيك بيلباو وريال مدريد لبطولة بطل إسبانيا قبل تطوريها لتصبح بطولة كأس ملك إسبانيا. وأول مباراة أقيمت كانت بين فريقي ريال مدريد وبرشلونة وانتهت المباراة لصالح نادي برشلونة بنتيجة 3-1 .
ولقد فاز أربعة عشر ناديا بالقاب وهم: برشلونة 31 لقب وأتلتيك بيلباو 24 لقب وريال مدريد 20 لقب واتلتيكو مدريد 10 القاب وفالنسيا 8 القاب وريال سرقسطة 6 القاب وإشبيلية 5 القاب وفاز كل من نادي إسبانيول ونادي ريال يونيون ب 4 القاب لكل منهما وفاز كل من ريال سوسيداد وريال بيتيس ب 3 القاب لكل منهما وديبورتيفو لاكورونيا بلقبين وأما فريقي ديغيتكسو وريال مايوركا فقد فازا بلقب واحد لكل منهما.

## كأس السوبر الإسباني
ينظم الاتحاد الاسباني هذه البطولة والتي تأسست عام 1982 ويتنافس فيها الفائز من بطولة الدوري الاسباني (الليغا) وصاحب المركز الثاني في الدوري والفائز من بطولة كأس الملك الإسباني والوصيف.
ونجحت 10 أندية مختلفة في تحقيق هذه البطولة وهم: برشلونة 14 لقب وريال مدريد 13 لقب وديبورتيفو لاكورونيا 3 القاب واتلتيك بيلباو أيضا 3 القاب واتلتيكو مدريد لقبين وحقق كل من فالنسيا وريال سرقسطة وريال مايوركا وإشبيلية وريال سوسيداد لقب واحد.

## الاندية الاسبانية في المسابقات الدولية
تعتبر أندية كرة القدم الاسبانية ناجحة جدا في المسابقات الدولية. ويعتبرون الأكثر نجاحا في مختلف المسابقات الأوروبية الحالية، مثل دوري أبطال أوروبا كأس السوبر الأوروبي والدوري الأوروبي (رقم قياسي متساوي مع الفرق الإيطالية) وأيضا كانوا الأكثر نجاحا في كأس المعارضة الأوروبية
أنجح الأندية في المحافل العالمية هما ريال مدريد وبرشلونة، ويوجد العديد من الاندية غيرهما فازت ببطولات دولية مثل أتلتيكو مدريد وفالنسيا وإشبيلية وريال سرقسطة وفياريال وديبورتيفو لاكورونيا وسلتا فيغو ومالقا.
ويعتبر نادي ريال مدريد هو الأكثر نجاحا في بطولة دوري أبطال أوروبا لكرة القدم بتحقيق 15 تشامبيونز. وأحتل الوصيف في البطولة ذاتها 3 مرات. والمجموع العام لما حققته الأندية الإسبانية من بطولات في المحافل القارية 65 لقب قاري.

## كرة القدم للسيدات
تعتبر كرة القدم للسيدات أقل أهمية في إسبانيا مقارنة بكرة القدم للرجال أيضا فهي تعتبر رياضة الهواة في إسبانيا. ويوجد حاليا بطولتين للسيدات في إسبانيا الأولى هي الدوري والثانية هي كأس الملكة، ويوجد فيها نص الفرق المحترفة. وقد تأهل المنتخب الإسباني لكرة القدم للسيدات مرة وحدة فقط لكأس العالم لكرة القدم للسيدات، ومرتين في بطولة الاتحاد الأوروبي للسيدات. وحقق المنتخب الإسباني للسيدات تحت 19 عاما فوزا ببطولة الاتحاد الأوروبي لسيدات تحت 19 عام 2014 . وحقق المنتخب الإسباني للسيدات بطولة الاتحاد الأوروبي للسيدات تحت 17 عاما لعامين متتالين عام 2010 و 2011. وفي عام 2015 حقق المركز الثالث في بطولة كأس العالم لسيدات لكرة القدم تحت 17 عاما.